# Franco Zagaroli
Franco Zagaroli (Casalvieri, 18 agosto 1941) è un politico italiano.
Già segretario giovanile nella DC, segretario cittadino, consigliere comunale nel 1978, Assessore all'Urbanistica e Lavori Pubblici, nonché vice Sindaco del Comune di Gragnano, del cui Comune fu eletto Sindaco, ruolo ricoperto dal 1981 al 1987. È stato eletto Consigliere Provinciale nel 1985,nel collegio elettorale Gragnano-Pompei, assumendo la carica di Assessore all' Urbanistica della Provincia di Napoli nella Giunta Piccolo nel 1987 e, Presidente della Provincia di Napoli dal 1991 al 1993. È stato rieletto consigliere comunale dal 2009 al 2012 nella città di Gragnano. 